# كاسبر في مدرسة الرعب
كاسبر في مدرسة الرعب (بالإنجليزية: Casper's Scare School)‏، هو فيلم تلفزيوني أمريكي/فرنسي/هندي متحرك حاسوبياً يستند إلى مسلسل كاسبر الشبح اللطيف تم إنتاجه من قبل موونسكوب وأصدرته كلاسيك ميديا وتم عرضه لأول مرة في 20 أكتوبر 2006. لدى الفيلم مسلسل تلفزيوني يحمل نفس الاسم في عام 2009. كما أنه يحمل لعبة فيديو بنفس الاسم. لم يُدبلج هذا الفيلم إلى العربية.

## روابط خارجية
- كاسبر في مدرسة الرعب على موقع IMDb (الإنجليزية)
- كاسبر في مدرسة الرعب على موقع روتن توميتوز (الإنجليزية)
- كاسبر في مدرسة الرعب على موقع نتفليكس (الإنجليزية)
- كاسبر في مدرسة الرعب على موقع قاعدة بيانات الأفلام العربية
- كاسبر في مدرسة الرعب على موقع أول موفي (الإنجليزية)
- كاسبر في مدرسة الرعب على موقع فيلمافينيتي (الإسبانية)
- كاسبر في مدرسة الرعب على موقع قاعدة بيانات الفيلم (الإنجليزية)
- كاسبر في مدرسة الرعب على موقع ليتربوكسد (الإنجليزية)
- كاسبر في مدرسة الرعب على موقع كينوبويسك (الروسية)
- كاسبر في مدرسة الرعب  في قاعدة بيانات الأفلام على الإنترنت (بالإنجليزية)